# Jovan Cvijić
Jovan Cvijić (Јован Цвијић; 1865 – 1927) è stato un geografo serbo, presidente dell'Accademia serba delle scienze e delle arti e rettore dell'Università di Belgrado.

## Biografia

### Carriera studentesca
Terminato il ginnasio nel 1884, Cvijić decise di studiare medicina all'estero, ma non poteva permetterselo. Il suo professore, Vladimir Karić, gli suggerì quindi di interessarsi alla geografia. Terminato il secondo grado di studi, nel 1888,
iniziò gli studi di geografia fisica e geologia all'Università di Vienna. Cvijić terminò i suoi studi a Vienna nel 1892 e nel 1893 si laureò discutendo la sua tesi di dottorato sul carsismo. Nel 1893 divenne professore alla facoltà di filosofia di geografia fisica ed etnografia, ma successivamente mantenne solo la cattedra di geografia.

### Carriera accademica
Cvijić iniziò il suo lavoro scientifico mentre ancora era studente e lo continuò da professore approfondendo i suoi studi riguardo alla Serbia, all'Istria e alla costa adriatica.
Oltre al lavoro come geografo, Cvijić è ricordato anche per il suo contributo come geologo e i suoi studi sul Carso hanno suscitato interesse tra gli studiosi europei. Si consideri che non si conosceva ancora la morfologia del terreno, tanto che si riteneva i monti Balcani tagliassero in due la penisola balcanica, dall'Adriatico al Mar Nero. Nel 1905, venne eletto per due volte rettore dell'Università di Belgrado (1906–1907, 1919–1920). Nel 1910, con altri colleghi geografi naturalisti, fondò a Belgrado la Società geografica serba e ne divenne presidente sino alla morte.
Tra le sue opere più importanti ricordiamo: L'annexion de la Bosnie et la question serbe, Parigi, 1909; L'ancien lac Egeen, Parigi, 1911; Questions balkaniques, Parigi, 1916; L'époque glaciaire dans la penisule Balkanique, Parigi, 1917; La péninsule balkanique: géographie humaine, Parigi, 1918; The evolution of lapies: a study in Karst physiography, New York, 1924; Geographie physique, Parigi, 1925.
Cvijić morì il 16 gennaio 1927 a Belgrado all'età di 62 anni. La sua casa è stata trasformata in un piccolo museo in via Jelene Četković.

## Pensiero

### Il balcanismo
Cvijić riconosce il balcanismo perché identifica una civiltà balcanica, tuttavia sostiene che l'ambiente geografico possa spiegare i costumi di vita, ma che questo non basti a determinare le coscienze nazionali.
Sulla scia del personale interesse nazionalista e motivato dalle guerre balcaniche del 1912-1915, cerca di rispondere alla curiosità dei suoi studenti parigini riguardo alla regione balcanica con il libro La penisola Balcanica (Parigi, 1918), offrendo un vivo e interessante quadro d'insieme che cerca di ricostruire, in un contesto geografico-filosofico, la storia delle popolazioni che hanno abitato i Balcani.
Il suo libro pone l'accento sui principali caratteri geografici; sulle regioni naturali (lo scacchiere balcanico); sulle influenze geografiche e i movimenti sociali; sui fatti etnografici ed etnologici (le case rurali). In questo studio evidenzia la diversità etnica e distingue i tipi psichici tra iugoslavi e bulgari, nonché le quattro componenti interne ai Balcani: dinarici [adriatici e islamizzati], centrali [serbi], balcanico orientali [verso la Bessarabia] e pannonici [Danubio, Ungheria sino a Vienna, benché consideri il Danubio non come una frontiera, ma piuttosto come un legame].

### I confini della Balcania

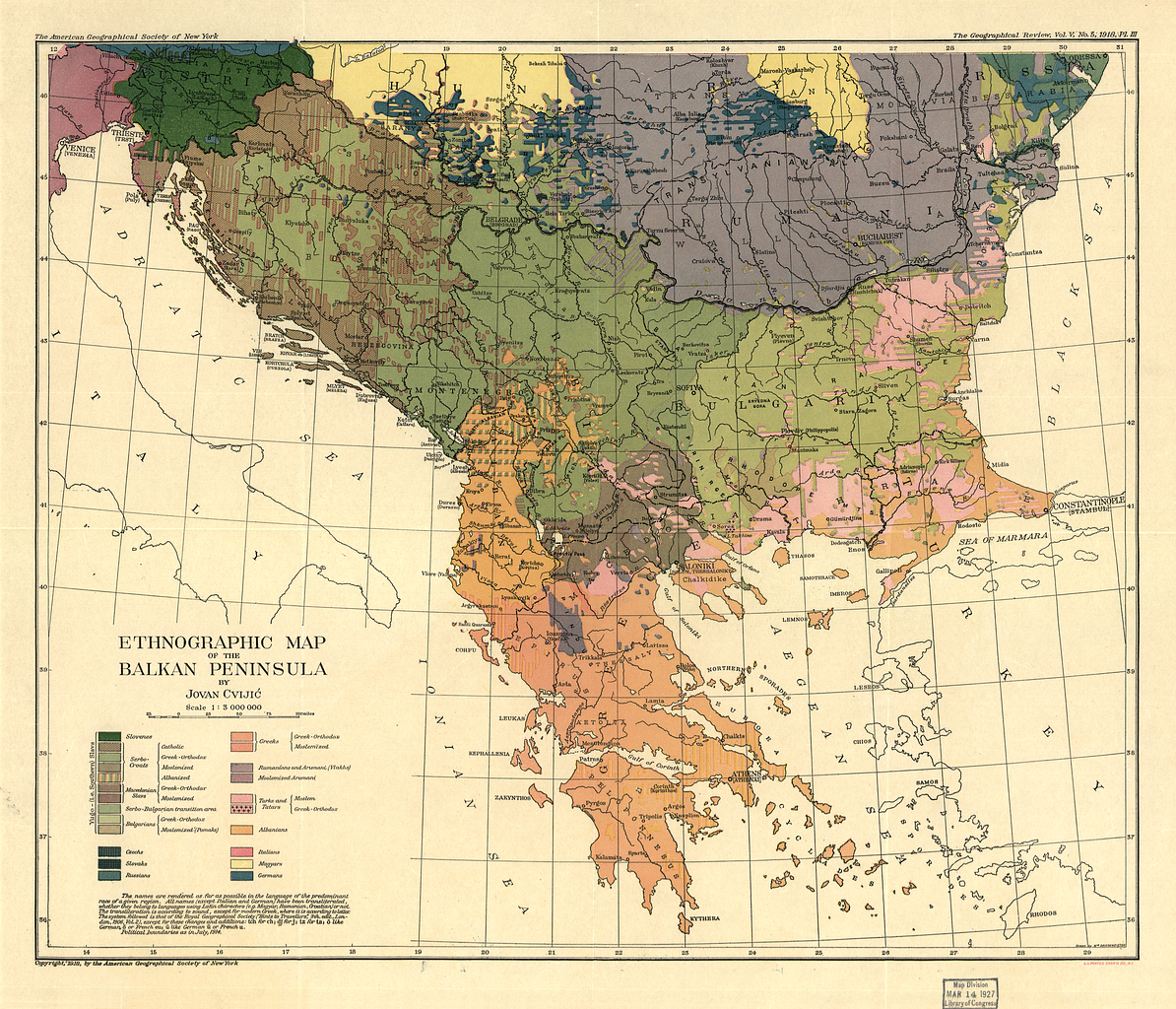
"Mappa Etnografica della penisola balcanica," di Jovan Cvijic, 1918

I confini dei Balcani, secondo Cvijić, sono a nord il Danubio, a ovest l'Isonzo e a sud-est la Tracia. Egli include l'Istria, ma non la considera realmente come appartenente ai Balcani. Giustifica questa inclusione sostenendo come la connessione fra caratteristiche geografiche e destini storici siano, nel caso della penisola balcanica, “innegabilmente” un fato geografico. Quando Cvijić scrive, nel 1918, si trova a Parigi, dove i francesi avevano riunito tutti i geografi e intellettuali a loro disposizione per progettare la nuova e futura Jugoslavia, la quale però non esisteva su nessuna carta geografica. L'interesse di Cvijić, dunque, fu quello di forzare, quanto più possibile, la classificazione dei confini a oriente, includendo anche zone che non rientravano assolutamente nel fato geografico da lui considerato per i confini a ovest.

### Incivilimento
Dal lato sociale, l'incivilimento, cioè l'incidenza culturale della civiltà balcanica, secondo Cvijić, è stata influenzata dalla civiltà bizantina "modificata", cioè dall'ambiguità di vivere nel mezzo tra Roma e Costantinopoli, tra cattolicesimo ed ortodossia, tra alfabeto latino e caratteri cirillici; dalle influenze turco orientali, cioè dagli Albanesi e dagli islamizzati che hanno creato popoli oppressi; dalla civiltà occidentale e dal particolare regime di vita zupo-patriarcale. Questi fattori hanno determinato i movimenti metanastasici.